# Lijst van Nederlandse geschiedkundigen
Lijst van Nederlandse geschiedkundigen (gerangschikt naar geboortejaar en daarbinnen alfabetisch).
Opgenomen zijn ook specialisten als oud-historici, kerkhistorici, krijgshistorici, kunsthistorici, rechtshistorici, sporthistorici en wetenschapshistorici.

## Tot 1800
- Jacob van Maerlant, ca. 1230/1235-ca. 1288-1300
- Melis Stoke, ca. 1235-ca. 1305
- Jan van Heelu, 13e eeuw
- Willem Procurator, ca. 1295-ca. 1332
- Gerard Geldenhouwer, 1482-1542
- Emanuel van Meteren, 1535-1612
- Gerardus Vossius, 1577-1649
- Pieter Corneliszoon Hooft, 1581-1647
- Jacobus Revius, 1586-1658
- Lieuwe van Aitzema, 1600-1669
- Johan Picardt, 1600-1670
- Arend van Slichtenhorst, 1616-1657
- Mattheus Smallegange, 1624-1710
- Gerard Brandt, 1626-1685
- Ignatius Walvis, 1653-1714
- Cornelis van Alkemade, 1654-1737
- Hendrik Cannegieter, 1691-1770
- Jan Wagenaar, 1709-1773
- Johan Hendrik van Heurn, 1716-1793
- Adriaan Kluit, 1735-1807
- Willem Bilderdijk, 1756-1831
- Annaeus Ypeij, 1760-1837
- Samuel Wiselius, 1769-1845
- Johannes Schrant, 1783-1866
- Adriaan Brock, 1775-1834
- Joachim George le Sage ten Broek, 1775-1847
- Philippe van Gulpen, 1792-1862
- Johannes Cornelis de Jonge, 1793-1853
- Jan Frans Willems, 1793-1846
- Gijsbertus van Sandwijk, 1794-1871
- Jan Gelinde van Blom, 1796-1861
- Isaäc da Costa, 1798-1860

## 1800-1849
- Guillaume Groen van Prinsterer, 1801-1876
- Cornelis Broere, 1803-1860
- Ludolph Sloet van de Beele, 1806-1839
- Jeronimo de Bosch Kemper, 1808-1876
- Martinus Hendrik Kluitman, 1808-1892
- Alexander Schaepkens, 1815-1899
- Jacobus Bos, 1817-1913
- Robert Fruin, 1823-1899
- Paul Alberdingk Thijm, 1827-1904
- Jan Karel Jacob de Jonge, 1828-1880
- Cornelis Willem Bruinvis, 1829-1922
- Jacobus Fruin, 1829-1884
- Antonius van der Linde, 1833-1897
- Pieter Lodewijk Muller, 1842-1904
- Samuel Muller, 1848-1922

## 1850-1899
- Frederic Hoefer, 1850-1938
- Frederik Krämer, 1850-1928
- Barthold van Riemsdijk, 1850-1942
- August Hendrik Sassen, 1853-1913
- Antonius Hensen, 1854-1932
- Petrus Johannes Blok, 1855-1929
- August Flament, 1856-1925
- Gerard Calkoen, 1857-1935
- Robert Fruin (Th. Azn), 1857-1935
- Jan Six, 1857-1926
- Hendrik Muller, 1859-1941
- Johanna Naber, 1859-1941
- Pierre Doppler, 1861-1938
- Hendrik Ouwerling, 1861-1932
- C.H.Th. Bussemaker, 1864-1914
- Willem Kernkamp, 1864-1943
- Samuel Naber, 1865-1936
- Jacob Cornelis Overvoorde, 1865-1930
- Anna Bienfait, 1867-1942
- Hajo Brugmans, 1868-1939
- Herman Theodoor Colenbrander, 1871-1945
- Johan Huizinga, 1872-1945
- Nicolas Japikse, 1872-1944
- Paul Bloys van Treslong Prins, 1873− 1940
- Izaak Gosses, 1873-1940
- Otto Oppermann, 1873-1946
- Josephine van Anrooy, 1876-1934
- Jan Bijleveld, 1878-1952
- Henri Obreen, 1878-1937
- Leonie van Nierop, 1879-1960
- Nicolaas Posthumus, 1880-1960
- Henricus Huijbers, 1881-1929
- David Cohen, 1882-1967
- Frederik Ouwerling, 1883-1960
- Pieter Oud, 1886-1968
- Pieter Geijl, 1887-1966
- Eduard Jan Dijksterhuis, 1892-1965
- Jan van der Hoop, 1893-1969
- Jan Romein, 1893-1962
- Diederik Enklaar, 1894-1962
- Reinier Post, 1894-1968
- Lodewijk Rogier, 1894-1974
- Annie Romein-Verschoor, 1895-1978
- Pieter Jan van Winter, 1895-1990
- Ieb Brugmans, 1896-1992
- Geert Wumkes, 1896-1954
- Johannes Westra van Holthe, 1898-1978
- Jan Belonje, 1899-1996
- Arthur Lehning, 1899-2000
- Jacques Presser, 1899-1970
- Jan den Tex, 1899-1984

## 1900-1909
- Wiebe Jappe Alberts, 1900-1987
- Th.J.G. Locher, 1900-1970
- Pieter Bouman, 1902-1972
- Johannes Hermann Kernkamp, 1904-1980
- Victorine Hefting, 1905-1993
- Arie Scheygrond, 1905-1996
- Charles Thewissen, 1905-1973
- Adolf Johann Cord Rüter, 1907-1965
- B.W. Schaper, 1907-1991
- Joseph Timmers, 1907-1996
- Ad de Vrankrijker, 1907-1995
- Ben Sijes, 1908-1981
- Henk Schulte Nordholt, 1909-1998

## 1910-1919
- Elisabeth Nuijens, 1910-2008
- Bernard Slicher van Bath, 1910-2004
- Sybout Colenbrander, 1911-1993
- Theo van Baaren, 1912-1989
- Jaap Meijer, 1912-1993
- Dolf Cohen, 1913-2004
- Jaap van der Gouw, 1914-1992
- Loe de Jong, 1914-2005
- Max Kohnstamm, 1914-2010
- Rudie van Lier, 1914-1987
- Harry Prenen, 1915-1992
- Gilles Quispel, 1916-2006
- Silvia de Groot, 1918-2009
- Henri Baudet, 1919-1998

## 1920-1929
- Hélène Nolthenius, 1920-2000
- Jan Willem Schulte Nordholt, 1920-1995
- Aat Vis, 1920-2010
- Jaap Kamphuis, 1921-2011
- George Puchinger, 1921-1999
- Jaap ter Haar, 1922-1998
- Ger Harmsen, 1922-2005
- Ernst Heinrich Kossmann, 1922-2003
- Ivo Schöffer, 1922-2012
- Sigismund Tagage, 1922-2012
- Ben Bouman, 1923-2015
- Anton Koch, 1923-1990
- D.J. Roorda, 1923-1983
- Jan Emmens, 1924-1971
- Chris van der Klaauw, 1924-2005
- Juliaan Woltjer, 1924-2012
- Dick Blok, 1925-2019
- Jan Buisman, 1925-2024
- Richter Roegholt, 1925-2005
- Coen Stibbe 1925-2019
- Pierre Ubachs, 1925-2010
- Klaas de Jong Ozn., 1926-2011
- Hajo Zwager, 1926-1973
- Jan Blokker, 1927-2010
- Ton Ribberink, 1927-2013
- Johanna Maria van Winter, 1927
- Hans Daalder, 1928-2016
- Hermann von der Dunk, 1928-2018
- Huub Jansen, 1928-1985
- Ad Manning, 1929-1991
- Guus Pikkemaat, 1929-2018

## 1930-1939
- Jan de Baan, 1930-1993
- Jan Kikkert, 1930-2017
- Isaac Lipschits, 1930-2008
- Arie van Deursen, 1931-2011
- Marcel van der Heijden, 1931
- Hans Jansen, 1931-2019
- Eddy de Jongh, 1931
- Peter Klein, 1931-2014
- Henk Vonhoff, 1931-2010
- Fries de Vries, 1931-2008
- Jan Bremer, 1932-2023
- Nan Dodde, 1932-2022
- Cornelis Dekker, 1933-2012
- Auke Jelsma, 1933−2014
- Kees Schulten, 1933
- Piet Spaans, 1933
- Flip Bosscher, 1936-2011
- Henk Wesseling, 1937-2018
- Cees Fasseur, 1938-2016
- Henk van Os, 1938-2025
- Ab van der Steur, 1938-2012
- Kees Bertels, 1939
- Derk van der Horst, 1939-2022
- Coos Huijsen, 1939
- Piet Leupen, 1939
- Marinus Wes, 1939-2008

## 1940-1949
- Jan Bank, 1940
- Alfons Lammers, 1940
- Pim van der Meiden, 1941
- Ton van Schaik, 1941
- Willemijn Fock, 1942-2021
- Jacques Giele, 1942-2012
- Fik Meijer, 1942
- Jan Postma, 1942
- Judith Belinfante, 1943
- Hans Blom, 1943
- Marcel Chappin, 1943-2021
- Herman Pleij, 1943
- Maarten van Rossem, 1943
- Jacob Slavenburg, 1943
- Eric Ketelaar, 1944
- Piet de Rooy, 1944
- Wilfried Uitterhoeve, 1944-2020
- Leo Adriaenssen, 1945-2012
- Wim Blockmans, 1945
- Anne Doedens, 1945
- Femme Gaastra, 1945
- Régis de la Haye, 1945
- Koen Koch, 1945-2012
- Pim Kooij, 1945-2016
- Nicolette Mout, 1945
- Sis van Rossem, 1945-2022
- Gerard Aalders, 1946
- Leonard Blussé, 1946
- Floris Cohen, 1946
- Ingrid Evers, 1946
- Geert Mak, 1946
- Dick de Boer, 1947
- Auke van der Woud, 1947
- Frits Boterman, 1948-2024
- Henk ’t Jong, 1948
- Peter Raedts, 1948-1921
- David Barnouw, 1949
- Doeko Bosscher, 1949
- Claudine Chavannes-Mazel, 1949
- Ruud Hoff, 1949-2020
- Han van der Horst, 1949
- Selma Leydesdorff, 1949
- Titus Panhuysen, 1949
- Thea de Roos-van Rooden, 1949

## 1950-1959
- Raymond Feddema, 1950-2004
- Frank van der Pol, 1950
- Peter Rietbergen, 1950
- Vincent van Rossem, 1950
- Rudolf Dekker, 1951
- Evelien Gans, 1951-2018
- Hadassa Hirschfeld, 1951
- Nanda van der Zee, 1951-2014
- Els Kloek, 1952
- Marcel Metze, 1952
- Ileen Montijn, 1952
- Klaas van Berkel, 1953
- Martin Bossenbroek, 1953
- Maria Grever, 1953
- Erik-Jan Zürcher, 1953
- Chris van der Heijden, 1954
- Beno Hofman, 1954-2023
- Hein Klompmaker, 1954
- Luit van der Tuuk, 1954
- Rob de Wijk, 1954
- Petra Groen, 1955
- Ursie Lambrechts, 1955-2024
- Janneke Wesseling, 1955
- Ger Luijten, 1956-2022
- Hubert Smeets, 1956
- Martin Sommer, 1956
- Friso Wielenga, 1956
- Bert Jan Flim, 1957
- Henri Lenferink, 1957
- Peter Nissen, 1957
- Ton Vermeulen, 1957
- Bert van den Braak, 1958
- George Harinck, 1958
- Catrien Santing, 1958
- Arianne Baggerman, 1959
- Arend Jan Boekestijn, 1959
- Wierd Duk, 1959
- Dorine Hermans, 1959
- Leo Lucassen, 1959
- Peter Meel, 1959
- René van Stipriaan, 1959
- Henk te Velde, 1959
- Dirk Wolthekker, 1959

## 1960-1969
- Marnix Koolhaas, 1960
- Wilbert Schreurs, 1960
- Theo Segers, 1960
- Karin Bijsterveld, 1961
- Frank Dikötter, 1961
- Thomas von der Dunk, 1961
- Wim van den Doel, 1962
- Roel Kuiper, 1962
- Luc Panhuysen, 1962
- Erik Zevenhuizen, 1962
- Annejet van der Zijl, 1962
- Paul Blokhuis, 1963
- Hans Goedkoop, 1963
- Jan de Bas, 1964
- Joris van Eijnatten, 1964
- Paul van Geest, 1964
- Jona Lendering, 1964
- Judith Pollmann, 1964
- Bart Jan Spruyt, 1964
- Roelof Bouwman, 1965
- Henk Hagoort, 1965
- Bram de Graaf, 1966
- Yoeri Albrecht, 1967
- Hans Bronkhorst, 1967
- Els van Diggele, 1967
- Tobias van Gent, 1967
- Marchien den Hertog, 1967
- Daniela Hooghiemstra, 1967
- Fred van Lieburg, 1967
- Mark Rutte, 1967
- Bianca Stigter, 1967
- Amanda Kluveld, 1968
- Valika Smeulders, 1969

## 1970-heden
- Marijn Kruk, 1971
- Remco Breuker, 1972
- Luuk van Middelaar, 1973
- Olivier Hekster, 1974
- Beatrice de Graaf, 1976
- Mathieu Segers, 1976-2023
- Erik Dijkstra, 1977
- David van Bodegom, 1978
- Eva Jinek, 1978
- Jan Six, 1978
- Charlotte Caspers, 1979
- Suzanne Swarts, 1979
- Kemal Rijken, 1980
- Karwan Fatah-Black, 1981
- Zihni Özdil, 1981
- Pieter Verhoeve, 1981
- Christine Teunissen, 1985
- Lisa Wiersma, 1985
- Geerten Waling, 1986
- Astrid Sy, 1987